# Герб Минска
Герб Минска (бел. Герб Мінска) — официальный символ столицы Беларуси города Минска, наряду с городским флагом и гимном, впервые утверждённый в 1591 году и восстановленный в статусе в 2001 году.

## Описание
Герб города Минска представляет собой барочный щит, в голубом поле которого изображены Божья Матерь на серебряном облаке в красно-синих одеждах, два ангела и два херувима.
— Устав города Минска / Глава 1. Город и его территория / Статья 4. Символы города 

## История

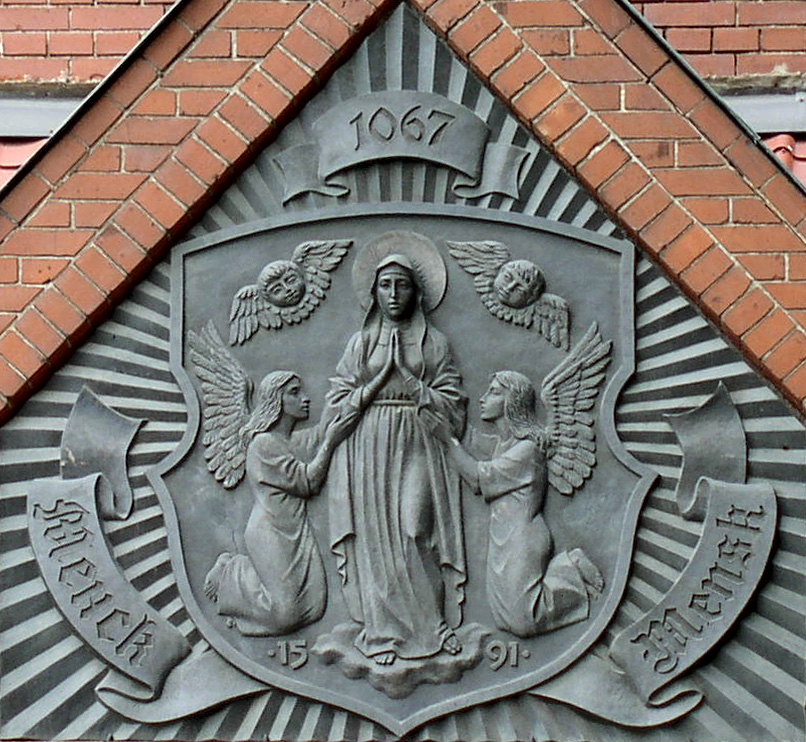
Герб Минска на фасаде Красного костёла

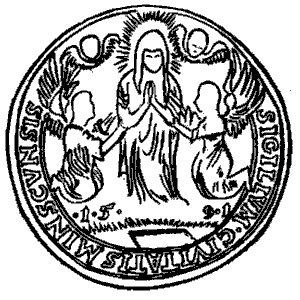
Герб Минска после получения магдебургского права (1499)

На гербе г. Минска — Вознесение Богородицы, которую возносят в небо два летящих ангела, а над ними два херувима. На гербе изображена Дева Мария. Сюжет называется «Вознесение Богородицы» и отображает знаменитую сцену, повествующую о том, как Дева Мария (мать Иисуса Христа), после своей смерти вознеслась на небо и попала в рай. На этом пути её сопровождали ангелы и херувимы.
Согласно легенде икона с изображением — Вознесение Богородицы прибыла в город вверх по течению Свислочи из Киева, разрушенного татарами. На месте, где икона остановилась возле берега, была построена вторая в Минске церковь (от неё сохранился лишь фундамент)
Герб был присвоен городу в 1591 году, уже после пожалования Минску 14 марта 1499 года магдебургского права на самоуправление, привелеем короля польского и великого князя литовского Сигизмунда III Вазы о даровании герба Минску. Сам оригинал привилея о даровании герба Минску не сохранился. Однако в Литовской Метрике имеется его копия, в которой есть следующие строки:

«Ку тому, показуючи имъ в том ласку нашу гдрскую, ку оздобе и учтивому захованью того места нашего Меньского надаем имъ на гербъ до печати местьское на ратуш фикгуру в небо взятья панъны Марыи, и в семь листе нашомъ вымолевати есьмо тую фикгуру велели…» 

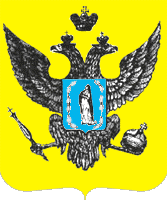
Герб Минска после вхождения в состав Российской Империи

Сохранились также изображения герба на печатях, изготовленных в XVI—XVII веках, начиная с 1591 года. Сохранены и различные документы (в том числе Минского магистрата), на которых зафиксированы оттиски этих печатей. Эти документы хранятся в Национальном историческом архиве Беларуси. Исследование всех этих документов позволяет утверждать, что с конца XVI в. известно более десятка различных изображений «вознесения Девы Марии» на столичном гербе Минска. На документах, датированных 1770—1791 годами, имеются также печати с изображением Святой Троицы над Девой Марией вместо ангелов и херувимов. На печати 1791—1792 годов Богородица на облаке не стоит, а величественно сидит, под ней же герб Великого княжества Литовского, императорская корона, знамёна и артиллерийские орудия.
В январе 1793 года Минск (в составе центральной части Беларуси) был присоединён к Российской империи, и 22 января 1796 года указом императрицы Екатерины II был «оставлен» герб Минска «без перемены: а для означения присоединения и подданства сего края, к Российской Империи, изображается Государственный ея герб, то есть, двуглавый орел, на груди же его положен, показанный города Минска, герб».

Проект герба Минска 1859 года

На печати Минского дворянского депутатского собрания щит с изображением Девы Марии, одетой в платье с кринолином по моде конца XVIII — начала XIX века, был размещён на груди двуглавого российского орла.
После Октябрьской революции и вплоть до распада Советского Союза (1917—1991 годы) герб не использовался.